# 官洲岛

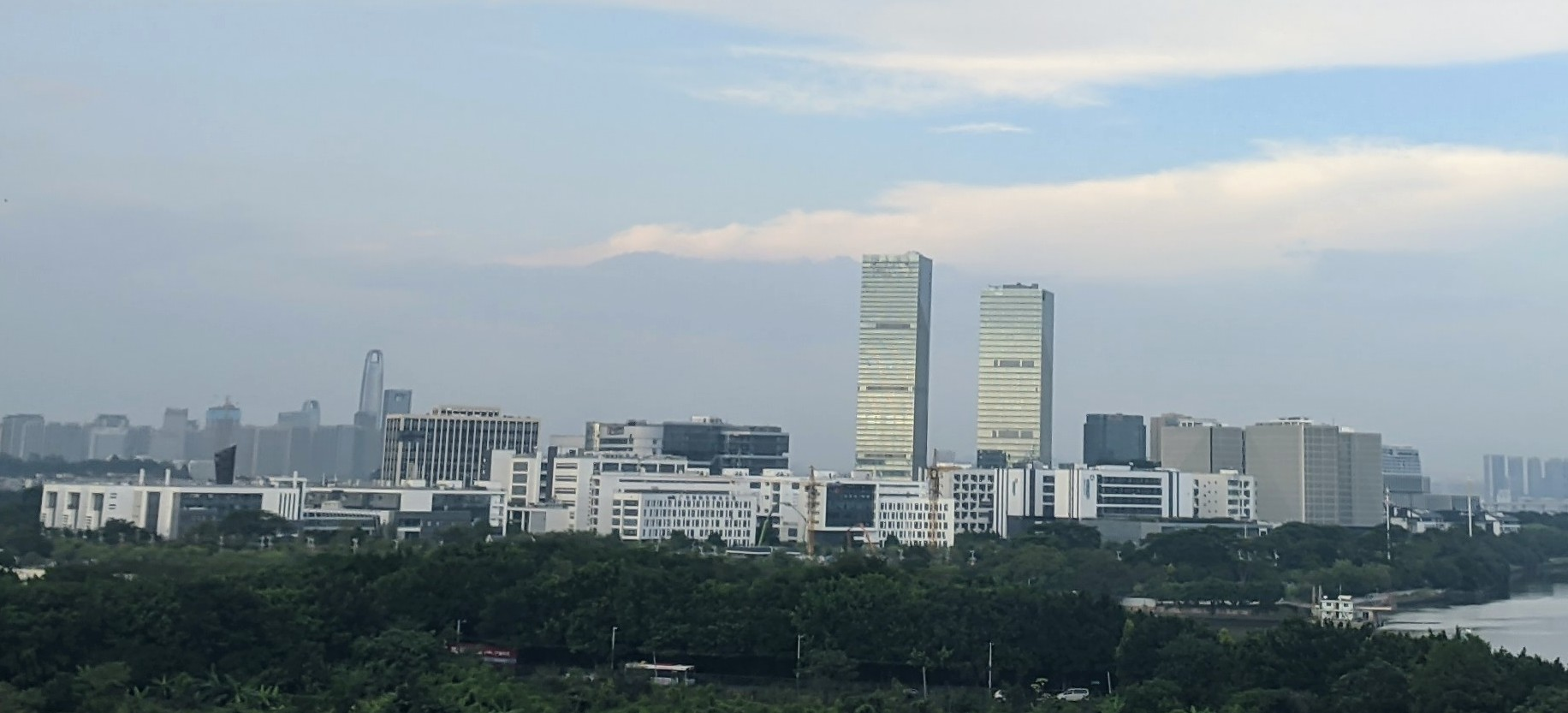
官洲島

官洲岛位于中国广东省广州市东南端，是珠江上的一个江心岛，呈椭圆树叶状，长约2.9公里，宽约1公里，面积为1.83平方公里，北与海珠区仑头村相望，南临广州大学城所在的小谷围岛，西邻海珠区小洲村，东望长洲岛。2000年，官洲岛获准立项建设国际性的生物技术研究及生产基地，并正式命名为“广州国际生物岛”，2011年7月正式投入运作，现由广州经济技术开发区管辖，但全島在行政區劃上仍屬於海珠區。

## 历史
官洲岛地处海珠区最东端与番禺区交界的的珠江水域，因古代海关官员曾居住于此而得名，岛上有沙布岗、岗头等多处山丘，海拔高度在37至42.7米之间。岛上的官洲村始建于宋代，有600多年历史，村内基本保留了古代里巷布局，有居仁里、由义里、西华里、高华里、桂林里、儒山里、翔北里、东胜里、南胜里和永福里十个里坊，另外还有西约和北约，是典型的岭南水乡风貌。村民以陈姓家族为主，以耕种、捕鱼为生，过去因四面环水，交通不便，居民需靠渡船出入，被戏称为“广州的海南岛”。岛上设有广州市海洋渔业公司、官洲船舶修造厂及其宿舍生活区。

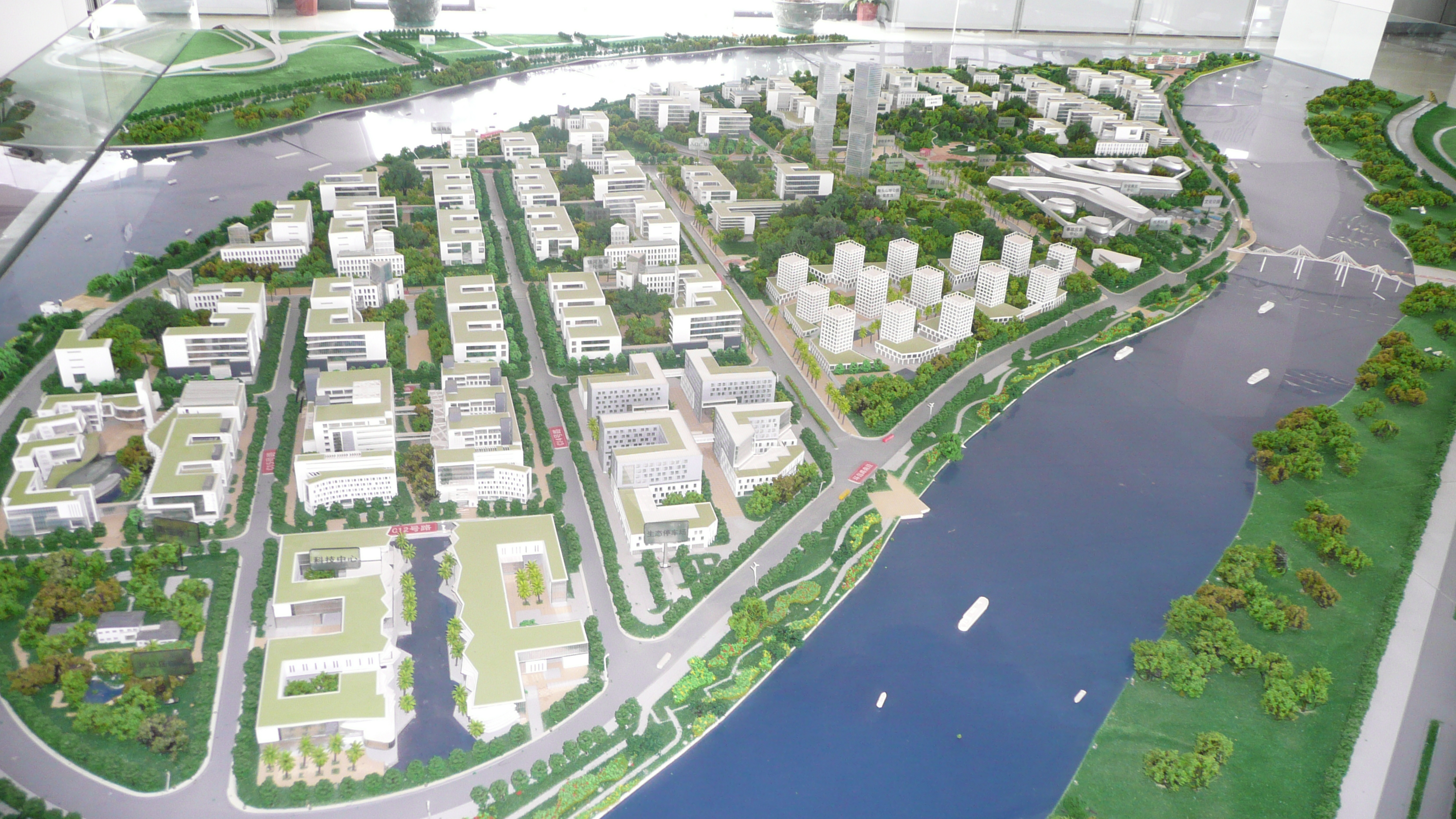
生物岛整体规划沙盘

1999年，广州市政府提出将官洲岛建成以发展生物技术产业为主的“国际生物岛”，全部投资将达100亿元，并组织成立了生物岛开发协调领导小组，由时任市长林树森担任组长。2000年12月，该项目获国家计委立项批准，并正式命名为“广州国际生物岛”。2001年9月，广州市政府将原本归属海珠区管辖的官洲岛交至广州开发区，由其参照广州科学城的建设模式进行开发。2004年，生物岛正式进入开发期，岛上2000多居民将整体搬迁，全部迁移出岛。2008年5月起，官洲大部分原居民被陆续安置到位于北山石仔岗、仑头陈涌的复建房“官洲北苑”、“官洲南苑”。9月15日，拥有数百年历史的官洲渡口被撤销，至仑头航线停运。10月15日，官洲岛进入封岛建设期，开始封闭式的大规模施工。2011年7月8日，“广州国际生物岛”举行“开岛”运营仪式，宣布正式启用。

## 分布

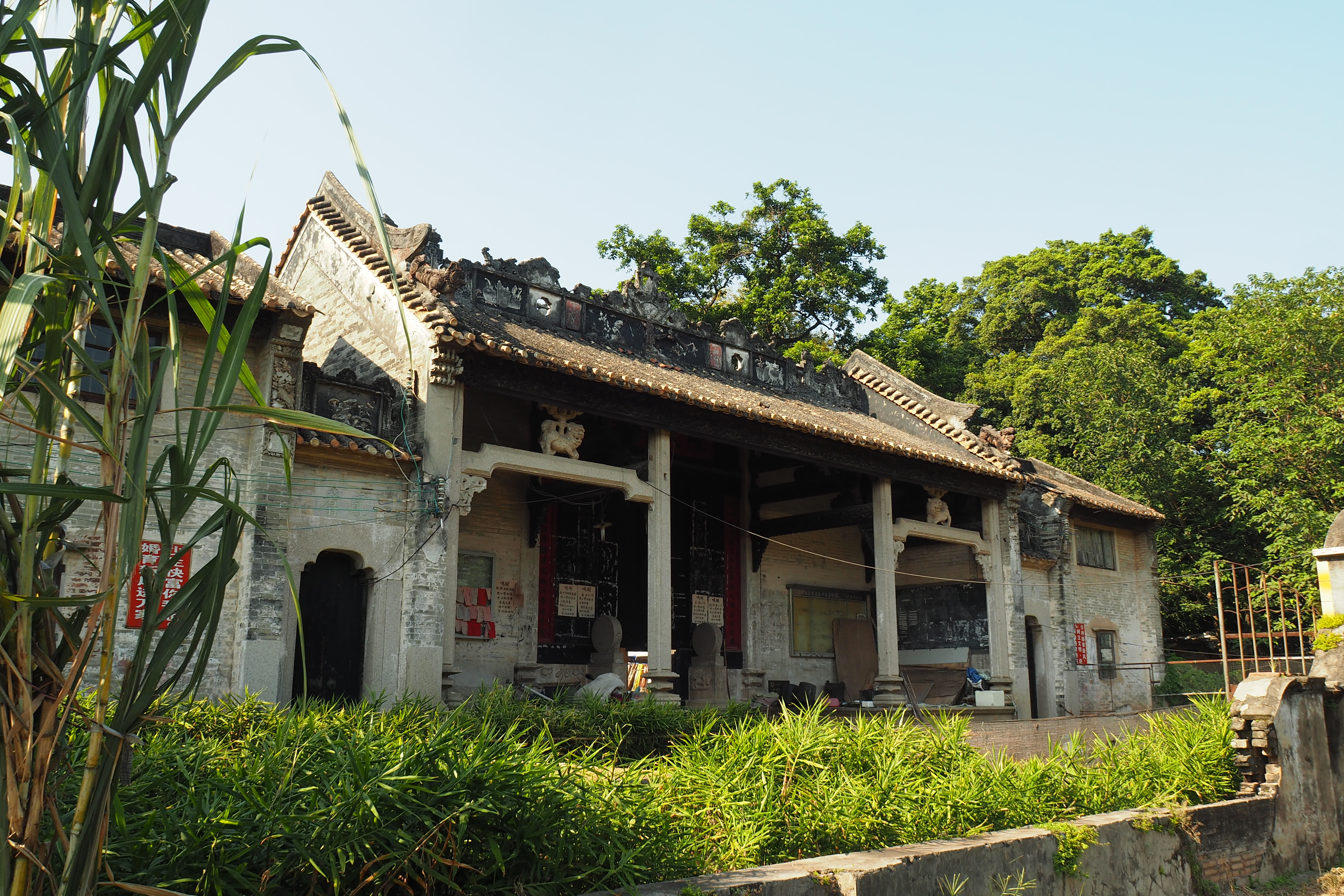
原官洲村陈氏大宗祠

目前，岛内中部为最高建筑物官洲生命科学创新中心及合景科盛广场，西南部为标准产业单元一至三期，其中西南角的“水滴花园”是全国首个全地埋式再生水厂，东南部为国际生物岛公寓，东北角为高级酒店，在地铁官洲站、酒店、国际生物岛公寓附近依次建有三个带有浓郁岭南园林风格的公园叠翠园（原沙布岗）、水墨园、揽胜园（原岗头），原官洲村风水塘周边的陈氏大宗祠、观生陈公祠、华帝古庙、官渡亭、由义门、水月宫等六座文物建筑和28棵百年古树被保留。环岛建有6.6公里绿道，于2010年广州亚运会开幕前开通，在2011年由广州市林业和园林局举办的评选中获60万网友支持，被评为“羊城最美绿道”。

## 公共交通
岛内共有19条道路，命名都与宇宙、星际和生物螺旋有关，除环岛路（星岛环北路、星岛环南路）外均为棋盘状分布，西部横向道路为“螺旋路”、纵向为“星汉路”，东部横向道路为“寰宇路”、纵向为“星际路”。
位于全岛中心的广州地铁官洲站于2005年启用；公共汽车则有353、夜125、生物岛便民1号线和生物岛便民2号线四条线路，其中后两条为自动驾驶试点线路。
仑头-生物岛-大学城隧道为岛上对外的主要交通通道，离珠江新城约10分钟车程。
岛内南端的生物岛便桥为唯一可通行人、自行车的桥梁，游客可通过此桥到达附近的小洲村和广州大学城。
2024年9月，《广州市黄埔区广州国际生物岛（AH0915规划管理单元）控制性详细规划修改》获批，当中提及将新增通往番禺方向、海珠方向的两条出岛通道。